# 때려
《때려》는 2003년 10월 8일부터 2003년 11월 27일까지 방송되었던 SBS 수목 드라마이다.

## 내용
법보다 주먹이 통하는 세상에서 비극적인 운명으로 만난 한 남녀가 주먹보다는 사랑을 선택하고, 희망을 찾아가는 이야기를 그린 드라마

## 등장 인물
- 주진모 : 이한새 역

낮에는 권투선수, 밤에는 잘 나가는 나이트 클럽 삐끼. 인생은 재밌게, 신나게, 진지한건 딱 질색! 말도 행동도 정말 가볍다. 눈치가 빠르고 예민해, 사람 마음을 파악하는 능력이 뛰어난 ‘약은 놈’이다. 슬프고 괴로운 일도 웃음으로 승화시키는 유쾌한 낙천성이 있다. 그런 그의 인생에 덜컥 운명의 카운터 어퍼컷 한방이 날라온다. 바로 그 신인왕 결승전때문에! 권투하는 이유는 그냥 좋아서 한다. 어느 날 문득 자기도 뭔가 남들처럼 정상적인 걸 하고 싶고 가치있는 인간이고 싶고 또 남자들사이에서 권투한다고 하면 ‘뭔가 있어보이는것 같아’ 허영심 반 장난 반으로 시작했다. 그렇게 시작한 권투인데 남보다 뛰어난 재능까지 있다. 언제부턴가 그에게 권투는 ‘희망’ 이 된다. 그리고 쪽팔려서 말 안한거지만... 한새는 링위에서 아버지를 만난다. 권투하는 자기의 뜨거운 피는, 얼굴도 모르는 아버지에게서 온 것 같아서다.
- 신민아 : 장유빈 역

여자프로복서. 성격은 불의를 보면 못참아! 정의감 넘치고 여자치곤 주먹도 있다. 자신의 영웅은 권투 신인왕 유망주인 오빠 유철! 오빠 따라 로드웍도 하고, 어깨너머로 배운 권투테크닉에 우쭐도 하지만 권투를 진정으로 사랑하는 오빠에게 부끄럽지 않기 위해 될 수 있으면 맞짱은 피하고 싶어한다. 부모님이 여덟 살 때 차사고로 동반사망한 뒤 오빠를 부모처럼 여기고 커서 유철을 어려워하면서도 존경한다. 하나뿐인 혈육인 오빠 유철이 권투시합 도중 불의의 사고를 당하고 그 후유증으로 죽자, 세상에 홀로 남겨진다. 어느 날 만취한 남자선수와의 우연한 스파링에서 이긴 후, 자신감이 생기자 자기에게 권투를 가르쳐달라고 봉관장에게 큰소리치고, 그녀의 소질을 알아본 한새, 첨엔 반대하다가 결국 자신이 코치로 나선다.
- 성시경 : 조성우 역
- 소이현 : 오해미 역
- 임성언 : 봉미라 역
- 황인영 : 윤비서 역
- 조혜련 : 주애리 역
- 김빈우 : 서지수 역
- 김미숙 : 한새 어머니 경혜 역
- 안석환 : 봉기봉 관장 역
- 김광일 : 장유철 역
- 고주원 : 윤표 역
- 정시우 : 흥수 역
- 윤기원 : 남 대리 역
- 서진욱 : 유빈/유철의 아버지 역
- 김동균
- 심훈기
- 김형범
- 원숙희
- 권오영
- 백승욱
- 장은비
- 민경조
- 여호민
- 전성우
- 황보라
- 양택조
- 김을동
- 박정선
- 김은경

## 부제
제1회 : 똥 폼 잡지마!! 

제2회 : 사랑은 복수의 주먹처럼 돌아온다!! 

제3회 : 우리에겐 운명의 냄새가 난다 

제4회 : 지구는 니가 지켜, 그녀는 내가 지킬게! 

제5회 : 남자(오빠)는 질투하지 않는다 

제6회 : 돈이면 다냐!? 

제7회 : 오빠한테 나 여자 맞지? 

제8회 : 배신으로 돌아온 사랑 

제9회 : 용서받지 못 할 사랑 

제10회 : 사랑은...변명하지 않는다 

제11회 : 이별보다 잔인한 재회 

제12회 : 그래도 내가 해줄 수 이는 단 하나 

제13회 : 상처가 깊을수록 사랑은 깊다 

제14회 : 떠나야 되는 남자 

제15회 : 사랑, 벼랑 끝에 몰리다 

제16회 : 운명의 카운터를 받아쳐라!

## 결방 사유 및 편성 변경
- 2003년 11월 12일 : 11~12회 연속 방영
- 2003년 11월 13일 : 창사특집 2부작 드라마 <이별> 편성으로[1] 결방.

## 참고 사항
- 방영 전의 캐스팅 문제로 어려움을 겪었다.
- 삼각관계 등의 내용을 실어 비난을 받았으며 결국 10%대 초중반의 시청률[2]을 기록하였고 기대 이하의 성적에 그쳤다.
- 당초 원빈이 이한새 역으로 낙점됐으나 영화 태극기 휘날리며 촬영 때문에 출연이 어려워 고사한 바 있었다.

## 수상 경력
- 2003년 SBS 연기대상 드라마스페셜 부문 남자연기상 주진모
- 2003년 SBS 연기대상 뉴스타상 신민아